# Invista
Invista, con sede en Wichita, Kansas, Estados Unidos, es una importante empresa integrada de fibra, resina y productos intermedios. Cuenta con unos 10.000 empleados en más de 20 países en todo el mundo. El predecesor DuPont Textiles and Interiors se formó a partir de la división de fibras textiles de DuPont en 2003. La compañía recibió el nombre de marca INVISTA y luego fue vendida a Koch Industries en abril de 2004. Koch Industries combinó la organización recién adquirida con su subsidiaria KoSa para completar la empresa INVISTA.

## Operaciones
Los productos de INVISTA incluyen muchas marcas.
En 2008, Invista demandó a Rhodia, una compañía química, por robo y malversación de una tecnología de proceso químico utilizada para producir nylon 6,6.
En febrero de 2009, INVISTA anunció un plan de refinanciamiento y capitalización que había reducido su deuda en $ 1.6 mil millones desde el mes de junio anterior. En el mismo año, Invista fue el patrocinador de lanzamiento de WWDChina Week in Review, una publicación semanal de moda. También en 2009, INVISTA acordó pagar una multa civil de $1.7 millones y gastar hasta $ 500 millones para corregir las violaciones ambientales autorizadas en sus instalaciones en siete estados. Antes del acuerdo, la compañía había revelado a la EPA más de 680 violaciones luego de auditar 12 instalaciones adquiridas de DuPont en 2004. En junio de 2012, DuPont & INVISTA acordaron un acuerdo extrajudicial para resolver los problemas de indemnización relacionados con estos problemas ambientales.